# جاك كانيتي
جاك كانيتي (بالفرنسية: Jacques Canetti)‏ هو مدير مسرح ‏ وشخصية أعمال فرنسي، ولد في 30 مايو 1909 في روسه في بلغاريا، وتوفي في 7 يونيو 1997 في سوريسن في فرنسا.

## وصلات خارجية
- جاك كانيتي على موقع ميوزك برينز (الإنجليزية)
- جاك كانيتي على موقع ديسكوغز (الإنجليزية)